# Nuôi cấy vi sinh

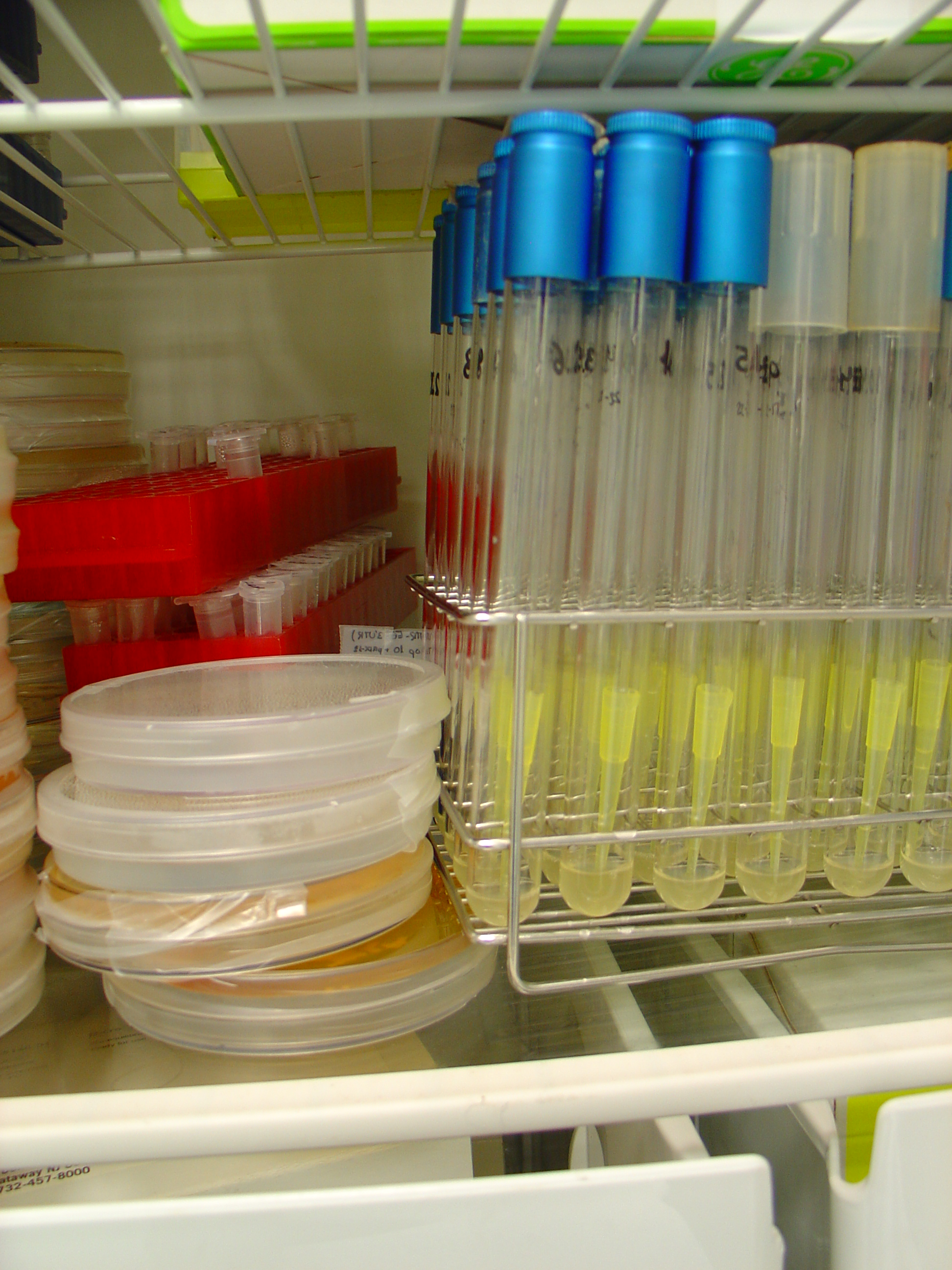
Nuôi cấy vi sinh vật trên môi trường rắn và lỏng

Nuôi cấy vi sinh, hay nuôi cấy vi sinh vật, là phương pháp nhân lên các vi sinh vật bằng cách cho chúng sinh sản trong môi trường nuôi cấy định trước trong điều kiện phòng thí nghiệm được kiểm soát.  Nuôi cấy vi sinh vật là phương pháp chẩn đoán cơ bản và cơ bản được sử dụng rộng rãi như một công cụ nghiên cứu trong sinh học phân tử.
Nuôi cấy vi sinh vật được sử dụng để xác định loại sinh vật, sự phong phú của nó trong mẫu được thử nghiệm hoặc cả hai.  Đây là một trong những phương pháp chẩn đoán chính của vi sinh vật và được sử dụng như một công cụ để xác định nguyên nhân gây bệnh truyền nhiễm bằng cách cho tác nhân nhân lên trong môi trường định trước.  Ví dụ, nuôi cấy cổ họng bằng cách cạo lớp mô ở phía sau họng và làm mờ mẫu vào môi trường để có thể sàng lọc các vi sinh vật gây hại, như Streptococcus pyogenes, tác nhân gây bệnh viêm họng liên cầu khuẩn.  Hơn nữa, thuật ngữ nuôi cấy thường được sử dụng không chính thức để chỉ "phát triển có chọn lọc" một loại vi sinh vật cụ thể trong phòng thí nghiệm.
Nó thường là cần thiết để cô lập một nền văn hóa tinh khiết của vi sinh vật.  Một nuôi cấy thuần túy (hoặc axenic) là một quần thể các tế bào hoặc các sinh vật đa bào phát triển trong trường hợp không có các loài hoặc loại khác.  Một nền văn hóa thuần túy có thể bắt nguồn từ một tế bào đơn hoặc một sinh vật, trong trường hợp đó các tế bào là bản sao di truyền của nhau.  Với mục đích gel hóa nuôi cấy vi sinh vật, môi trường của gel agarose (agar) được sử dụng.  Agar là một chất gelatin có nguồn gốc từ rong biển.  Một chất thay thế rẻ tiền cho agar là guar gum, có thể được sử dụng để phân lập và bảo trì thermophiles.

## Nuôi cấy vi khuẩn

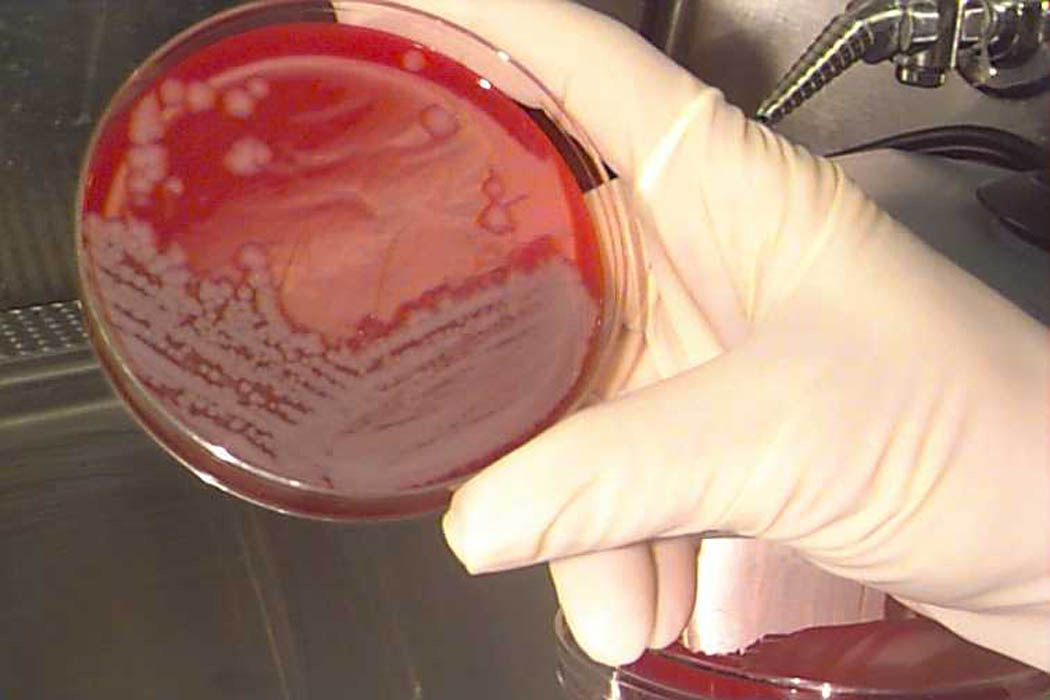
Nuôi cấy Bacillus anthracis

Có một số loại phương pháp nuôi cấy vi khuẩn được lựa chọn dựa trên tác nhân được nuôi cấy và sử dụng phổ biến.

### Môi trường nuôi cấy
Một phương pháp nuôi cấy vi khuẩn là nuôi cấy lỏng, trong đó vi khuẩn mong muốn được treo lơ lửng trong môi trường dinh dưỡng lỏng, như Luria Broth, trong một bình thẳng đứng.  Điều này cho phép một nhà khoa học phát triển một lượng lớn vi khuẩn cho nhiều ứng dụng downstream.
Nuôi cấy lỏng là lý tưởng để chuẩn bị xét nghiệm kháng khuẩn trong đó người thí nghiệm cấy nước canh lỏng với vi khuẩn và để nó phát triển qua đêm (họ có thể sử dụng máy lắc để tăng trưởng đồng đều).  Sau đó, họ sẽ lấy phần mẫu thử để kiểm tra hoạt tính kháng khuẩn của một loại thuốc hoặc protein cụ thể (peptide kháng khuẩn). 

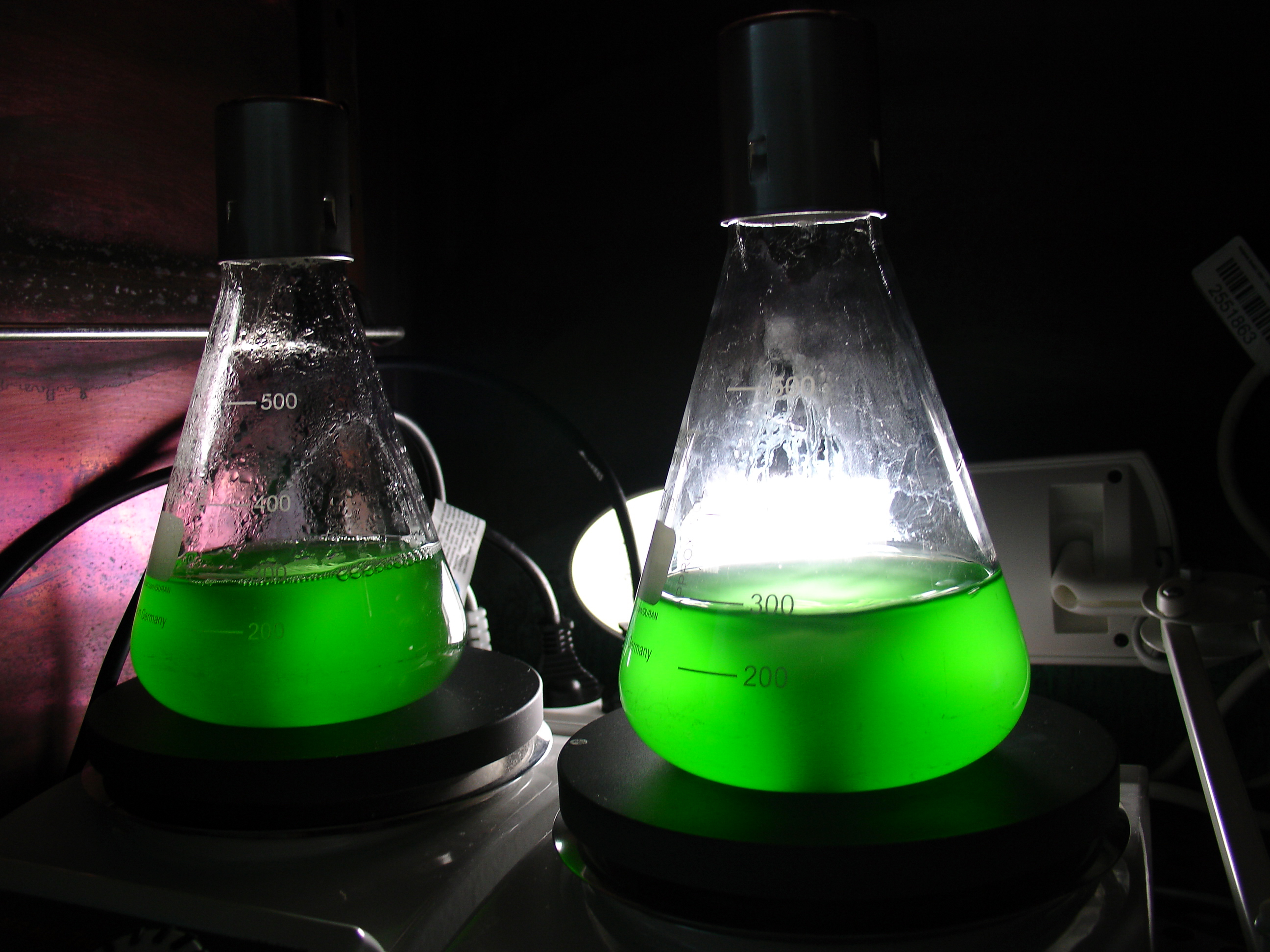
Nuôi cấy lỏng cyanobacterium Synechococcus PCC 7002

Để thay thế, nhà vi trùng học có thể quyết định sử dụng nuôi cấy chất lỏng tĩnh.  Những nuôi cấy này không bị lung lay và chúng cung cấp cho các vi khuẩn một gradient oxy.